# Jay Michaelson
Jay Michaelson (1971) es un escritor, profesor y estudioso estadounidense. Su trabajo se relaciona con la espiritualidad, el judaísmo, la sexualidad y el Derecho. Ha enseñado en diversos centros, incluyendo la Universidad de Boston, la Universidad de Yale y el New York City College. Ha escrito dos libros:   God in Your Body: Kabbalah, Mindfulness, and Embodied Spiritual Practice (Dios en tu cuerpo: Cábala, atención y la práctica espiritual personificada) (2006) y Another Word for Sky: Poems (Otra palabra para decir cielo: Poemas) (2007). Michaelson ha sido un personaje destacado en la "nueva cultura judía", la espiritualidad judía alternativa y el activismo GLBT. Ha publicado en numerosas publicaciones, incluyendo The Jerusalem Post y The Forward. Michaelson también ha fundado un número de organizaciones que sirven para difundir sus propios pensamientos y los de cientos de suscriptores, contribuidores y parcipantes, como Zeek: A Jewish Journal of Thought and Culture (Zeek: Un diario judío de pensamiento y cultura) y Nehirim, una organización para la cultura y la espiritualidad judía GLBT.

## Obra
God in Your Body: Kabbalah, Mindfulness, and Embodied Spiritual Practice.  El primer libro de Michaelson, God In Your Body, habla de un camino personificado a la espiritualidad. Cosechando en la tradición y la mística judía y en el budismo, la meditación y su experiencia cosmopolita, God in Your Body describe los caminos a través de los que se puede sentir la presencia de Dios en el cuerpo.
Another Word for Sky. El primer libro de poesía de Michaelson refleja muchos de los temas explorados en su obra anterior, incluyendo la espiritualidad, el misticismo, el materialismo y la sexualidad.
Everything is God: The Radical Path of Nondual Judaism. Es su tercer libro, acerca del No dualismo y el judaísmo místico.

## Organizaciones
Zeek: A Jewish Journal of Thought and Culture. Jay Michaelson es el editor fundador de Zeek (2002). Esta publicación en línea mensual, suplementada con una edición impresa semi-anual, es la primera publicación de la "nueva cultura judía". Zeek publica arte, ensayos, ficción y poesía. Los magazines impresos o en línea sobre cultura judía han estado en auge en los últimos cinco años, pero el tono intelectual único de Zeek y su amplia selección de material le ha hecho destacar.
Nehirim. Jay es el fundador de Nehirim, una organización para la cultura y espiritualidad judía GLBT. Nehirim proporciona retiro y eventos para celebrar y explorar la característica cultura GLBT dentro de la comunidad judía.